# Usługa inteligentnego transferu w tle
Usługa inteligentnego transferu w tle (ang. Background Intelligent Transfer Service, BITS) – usługa umożliwiająca asynchroniczny transfer plików pomiędzy klientem a serwerem.